# Brumal
Brumal és una pel·lícula espanyola dirigida el 1989 per Cristina Andreu Cuevas, qui també és autora del guió, basat en el llibre Los altillos de Brumal de Cristina Fernández Cubas. Fou rodada a Ponferrada i Peñalba de Santiago (Bierzo). Es tracta d'un retrat intimista que no va tenir bona acollida del públic.

## Argument
Adriana Lamurta i la seva mare viuen a Brumal, un llogaret remot i estrany que un dia abandonen per marxar a la ciutat. Quan la mare mor, Adriana, que ja té 34 anys, torna a Brumal.

## Repartiment
- Lucia Bosé - Mare
- Paola Dominguín - Adriana
- Bárbara Lluch - Adriana jove
- José Coronado - fals capellà
- Santiago Ramos - Félix
- Kiti Mánver - Laura

## Premis
Cristina Andreu Cuevas fou nomenada al Goya al millor director novell de 1989 pel seu treball a aquesta pel·lícula.